# Northwood and Tinkersley
Northwood and Tinkersley est une paroisse civile du Derbyshire, en Angleterre.